# قرض ميسر
القرض الميّسر هو قرض بمعدل فائدة أقل من السوق. هذا أيضاً يعرف بالتمويل الميّسر. بعض الأحيان القروض الميّسرة توفر تنازلات للمقترضين، مثل فترات طويلة لتسديد القرض. القروض الميّسرة عادة تقدم من الحكومات للمشاريع التي تعتقد أنها جديرة بالاهتمام. البنك الدولي ومنظمات التطوير الأخرى تقدم قروضاً ميّسرة لدعم الدول.
كمثال على القرض الميّسر، بنك التصدير-الاستيراد الصيني الذي قدم قرضاً ميّسراً بقيمة ملياري دولار أمريكي إلى أنغولا في أكتوبر 2004 لمساعدتها في مشاريع البنية التحتية. في المقابل، الحكومة الأنجولية أعطت الصين حصة في استكشاف النفط قبالة السواحل.
مجال التمويل الطبيعي يستخدم المصطلح قرض ميّسر كقرض ينفذ سداده بناءً على القدرة للوفاء به فالتيسير لا يكون بناءً على تخفيض سعر الفائدة تحت مستوى السوق، بل بحسب الشروط التي لا تشمل مواعيد ثابتة للسداد، لكن تلزم بالسداد عندما يصبح المقترض قادراً.

## وصلات خارجية
- *Soft loan by India to Mongolia Dated: 15 September 2009